# Большая Рельня (село)
Большая Рельня — село в Лысогорском районе Саратовской области. Административный центр сельского поселения Большерельненское муниципальное образование.

## География
Село находится на правом берегу реки Медведицы у впадения в нее реки Рельни на расстоянии примерно 8 километров по прямой на север-северо-запад от посёлка Лысые Горы. 

## История
Село основано как деревня между 1717 и 1745 годами. Основателями были помещики, братья Семен и Александр Иванович Ханеневы (Хоненевы). Первоначальное название было Ханеневка на Рельне. К 1767 году Ханеневы построили деревянную церковь во имя Богоявления Христова, и деревня получила статус села и называлась Богоявленское. В начале XIX в. в селе считалось 245 дворов и 1840 жителей, а в 1861 г.— 473 двора и 4362 жителя.

## Население
Постоянное население составило 746 человека (русские 86%) в 2002 году, 785 в 2010.